# Croisé-Laroche

Le Croisé-Laroche («Le Croisé » tout court dans l'usage local) est un lieu-dit dans la commune de Marcq-en-Barœul, à peu de distance de Wasquehal. C'est là que se situe la jonction entre les deux ramifications du Grand Boulevard conduisant respectivement, depuis Lille, vers Roubaix et Tourcoing.

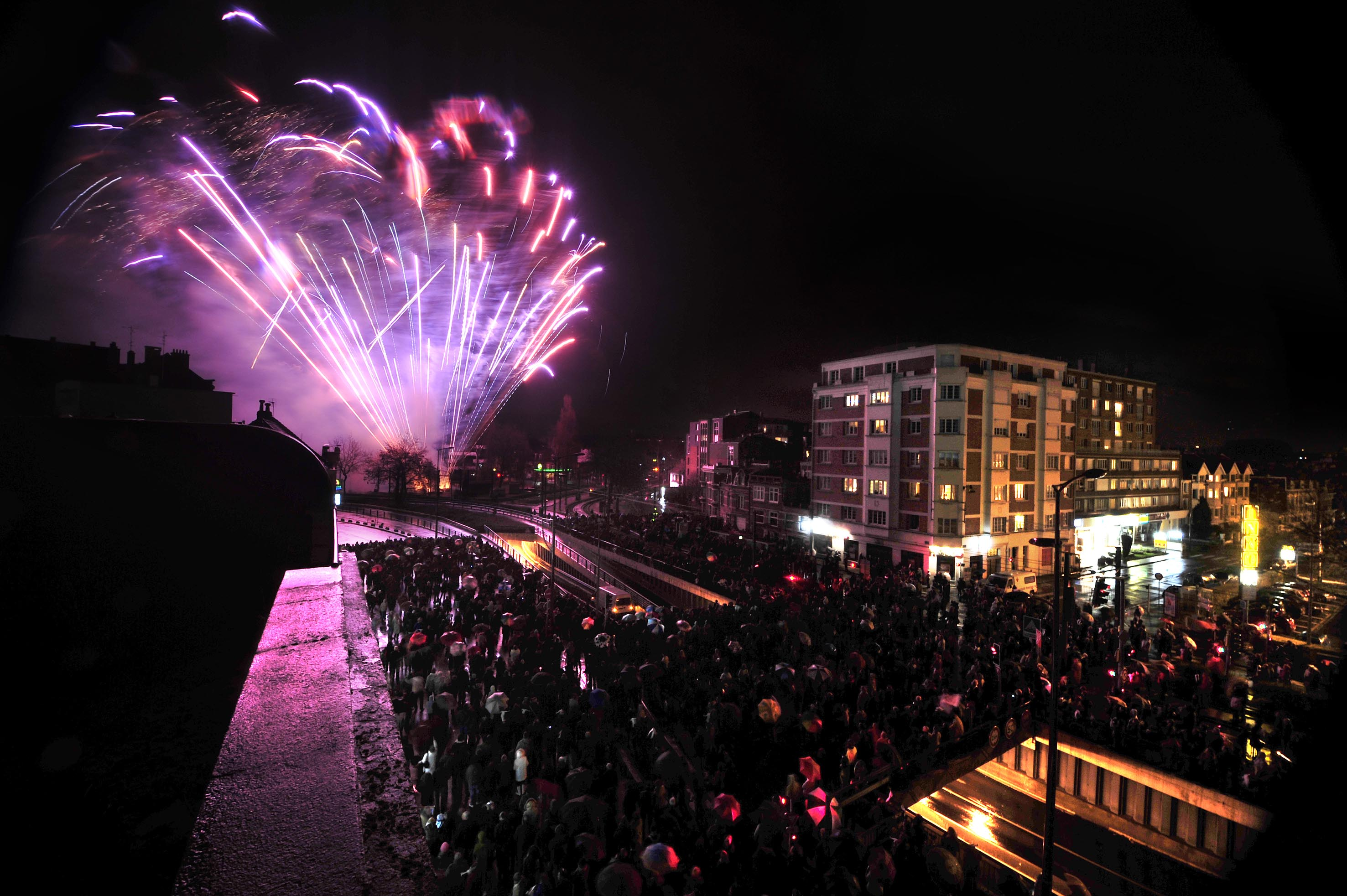
Les 100 ans du Croisé-Laroche

## Histoire
À l'époque de l'ouverture du Grand Boulevard, en 1909, l'endroit était entendu comme devant être le nœud de communication central d'une agglomération rassemblant Lille, Roubaix et Tourcoing, appelée la Lirt, pour l'abréviation de ces trois communes. 
Le 9 avril 1911, est inauguré au Croisé-Laroche le vélodrome de Lille. 

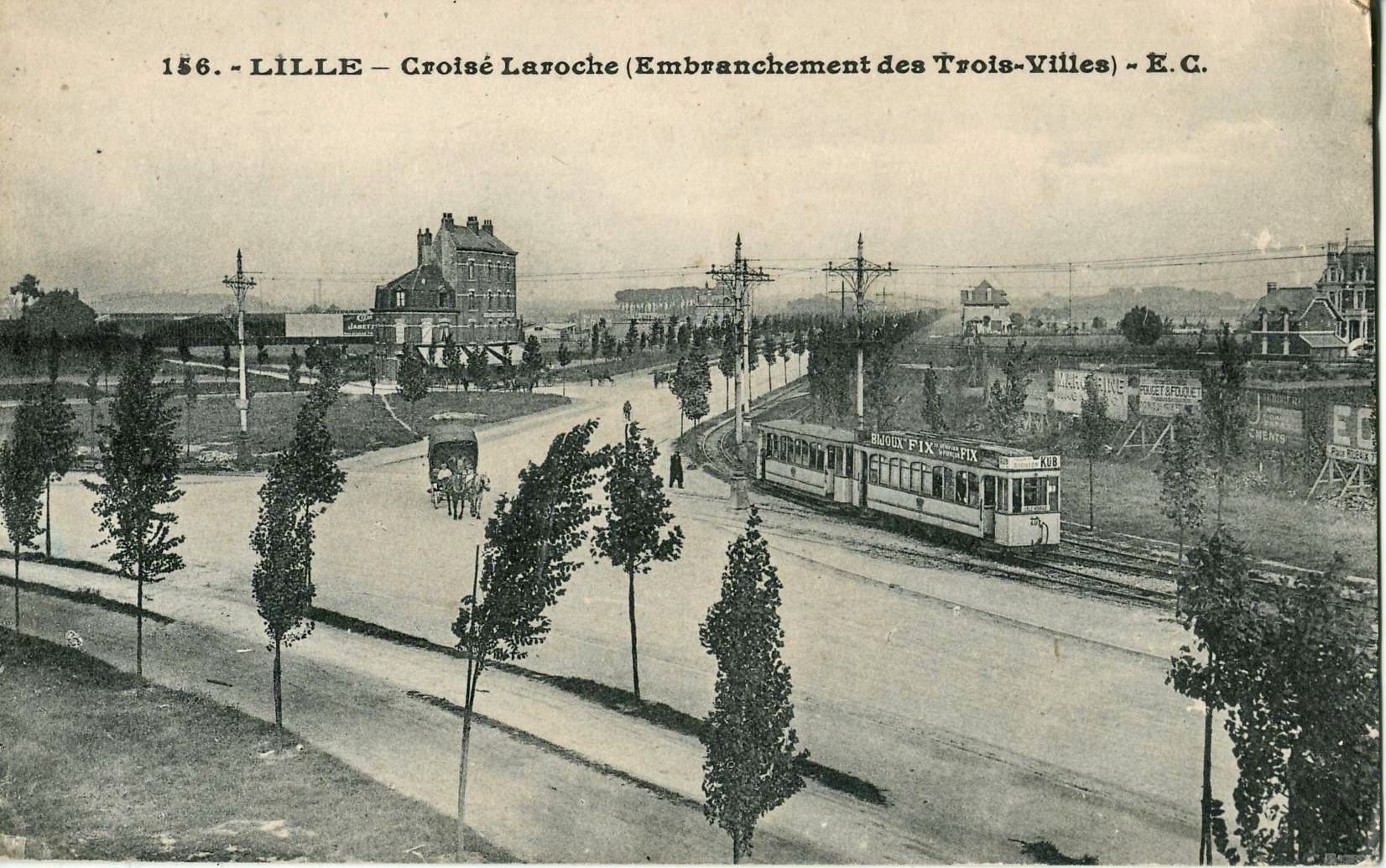
Le Croisé-Laroche en 1910, avec une rame du Mongy. La zone est encore pratiquement en rase campagne.

En 1931 y est inauguré l'hippodrome de Lille. 

## Transport

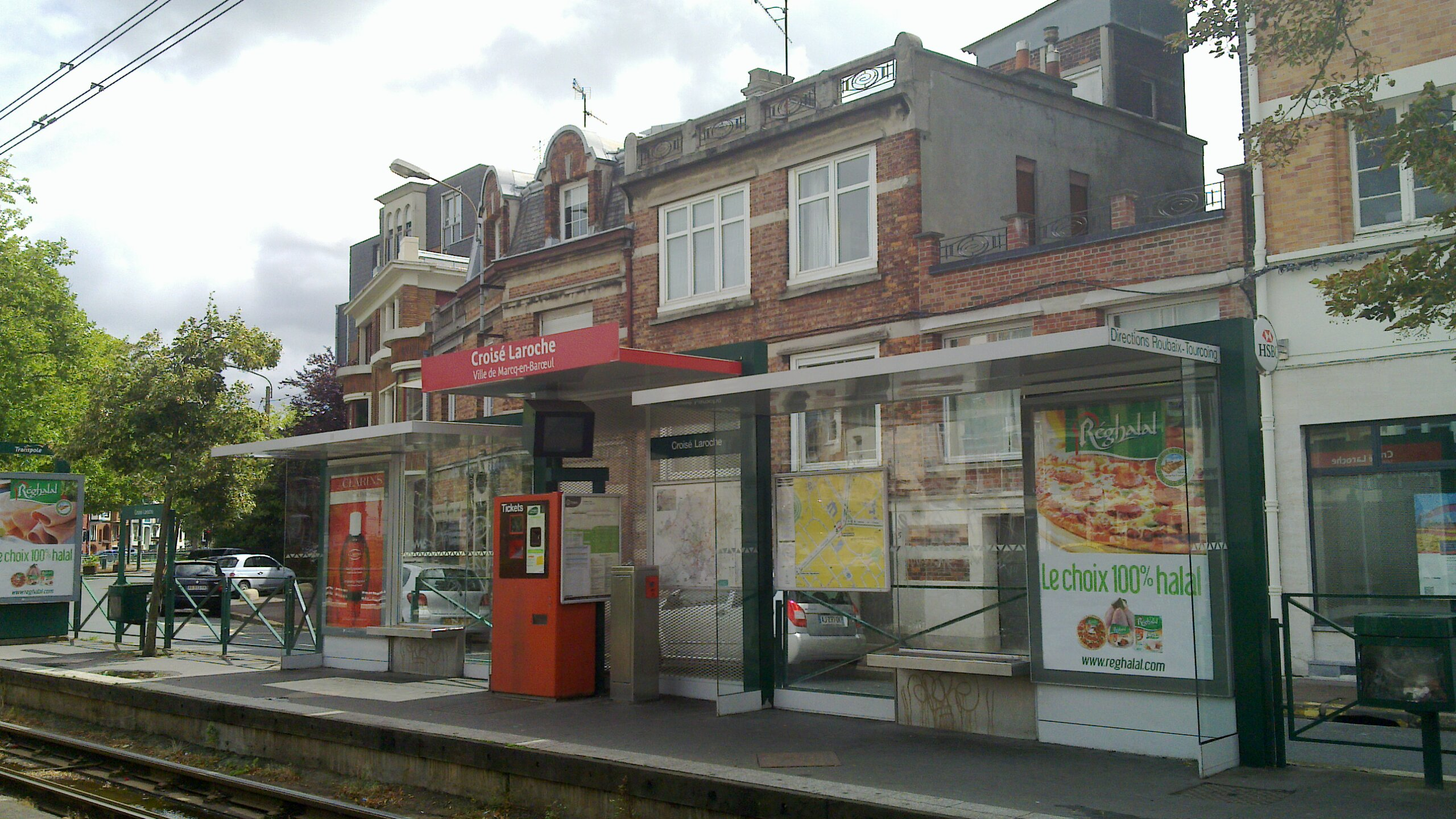
Vue de l'arrêt Croisé-Laroche.

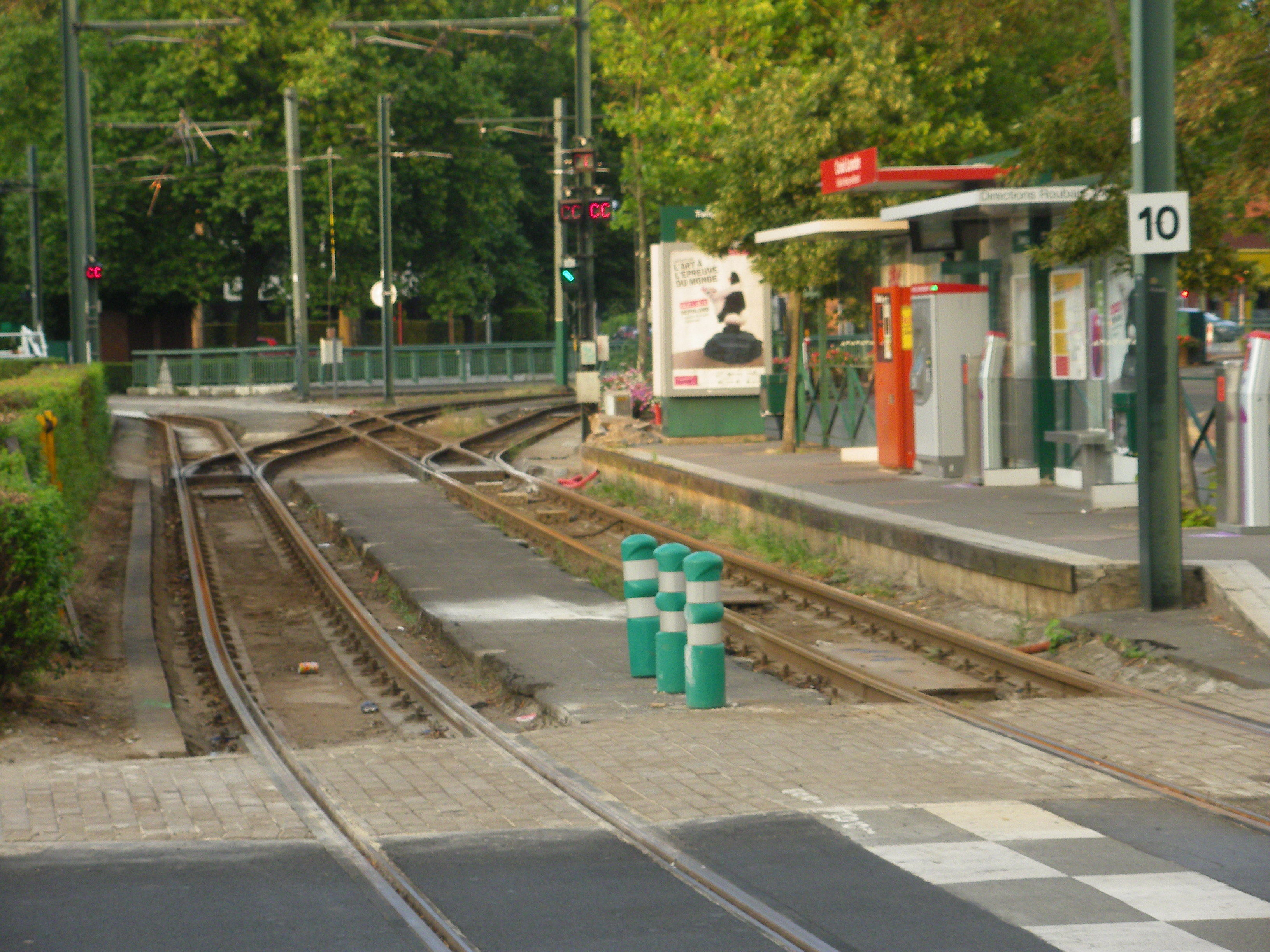
Vue de l'arrêt Croisé-Laroche.

Le Mongy s'arrête proche du lieu-dit, à l'arrêt Croisé-Laroche. Il s'agit de la dernière station sur le tronc commun. Elle se situe donc entre les stations Foch, sur la ligne T, Acacias, sur la ligne R et de Clemenceau - Hippodrome sur le tronc commun.